# 醸造用乳酸
醸造用乳酸（じょうぞうようにゅうさん）は、日本酒の醸造過程における酒母造りで必要とされる純度の高い乳酸。通常90% - 92%の純度で、比重1.21～1.22と定められた醸造規格に適合していなければならない。
速醸系酒母及び酵母仕込みにおいて仕込時に酵母を雑菌や野生酵母から守る役割で使用され、また、添加用調味液および酒母、醪、清酒などの補酸用として使用されている。